# Lordiphosa macai
Lordiphosa macai är en tvåvingeart som beskrevs av Zhang 2008. Lordiphosa macai ingår i släktet Lordiphosa och familjen daggflugor. Inga underarter finns listade i Catalogue of Life.